# 北伊丹駅

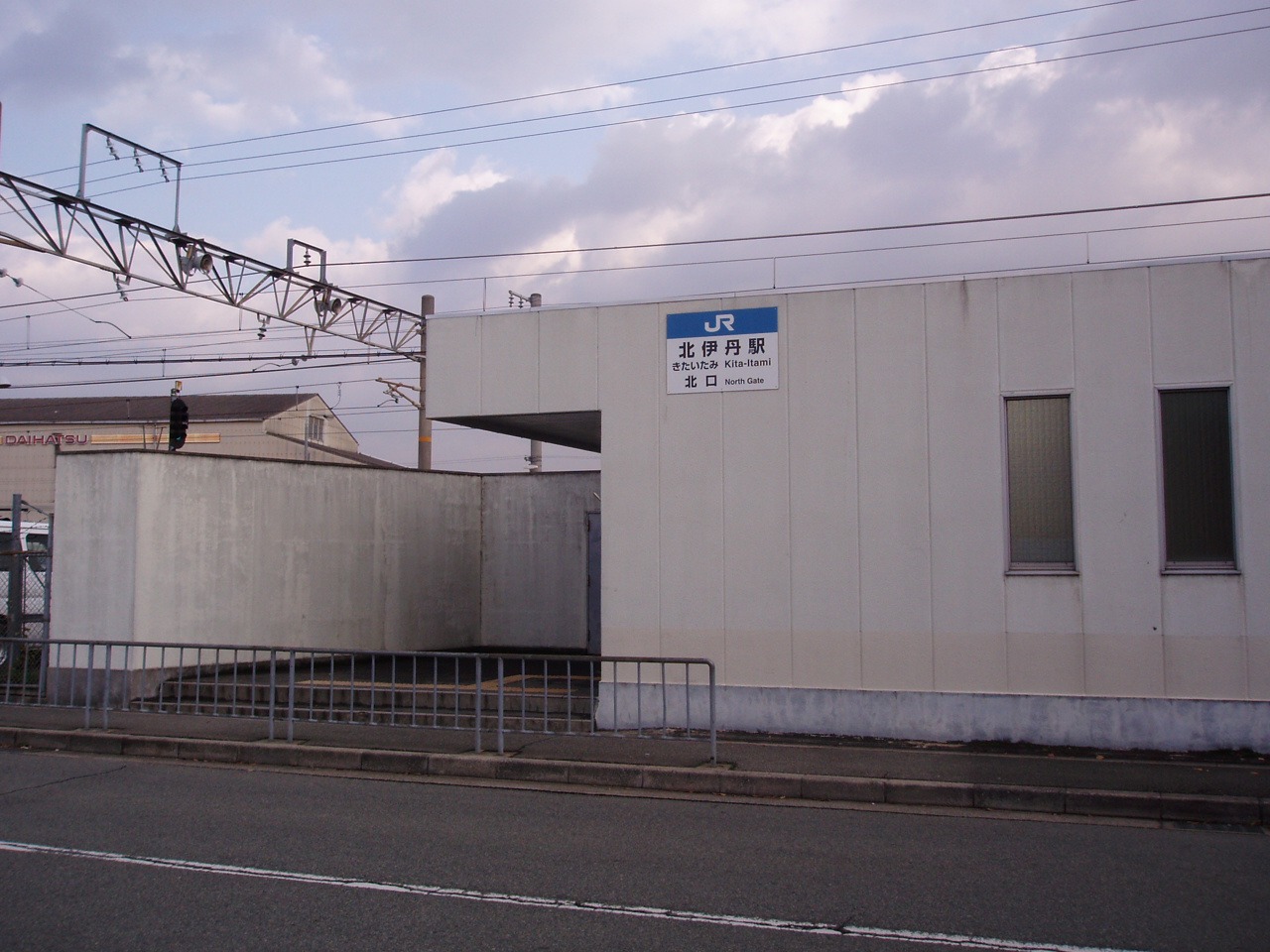
北口（2006年12月）

北伊丹駅（きたいたみえき）は、兵庫県伊丹市北伊丹9丁目にある、西日本旅客鉄道（JR西日本）福知山線の駅である。駅番号はJR-G53。
JR西日本交通サービスによる業務委託駅（宝塚駅の被管理駅）で、アーバンネットワークおよび「JR宝塚線」の愛称区間、ICOCAの利用可能エリアに含まれている（相互利用ICカードはICOCAの項を参照）。
登記上の所在地は伊丹市だが、施設の一部（北側）は川西市域にもまたがっている。

## 歴史
- 1944年（昭和19年）4月1日：運輸通信省福知山線の伊丹駅 - 池田駅（現在の川西池田駅）間に、旅客駅として新設開業[1]。
  - 戦時体制を受け、従業員が増加した駅西隣の大阪機工（現在のニデックオーケーケー）の通勤用として設置された。同工場の一部は昭和50年代に閉鎖され、その跡地は県立西猪名公園となっている。
- 1966年（昭和41年）9月1日：専用線発着の車扱貨物の取り扱いを開始[3]。一般駅となる[3]。
  - ダイハツ工業の専用線が接続し、同社所有車運車クム2000形（私有貨車）30両の常備駅が川西池田駅から当駅に変更された。
  - この年、南口駅舎が改築される[1]。
- 1978年（昭和53年）10月1日：ダイハツ工業専用線廃止。
- 1979年（昭和54年）7月1日：周辺4駅の貨物の取り扱いを当駅に集約[1]、車扱貨物の取り扱いを開始[3]。
- 1986年（昭和61年）11月1日：貨物の取り扱いが全廃され、旅客駅に戻る[1]。福知山線内では最後まで貨物営業を行っていた。
- 1987年（昭和62年）4月1日：国鉄分割民営化により、西日本旅客鉄道（JR西日本）の駅となる[4]。
- 1988年（昭和63年）3月13日：路線愛称の制定により、「JR宝塚線」の愛称を使用開始。
- 1998年（平成10年）1月28日：自動改札機を設置し、供用開始[5]。
- 2003年（平成15年）11月1日：ICカード「ICOCA」の利用が可能となる[6]。
- 2005年（平成17年）
  - 4月25日：JR福知山線脱線事故の関係で、みどりの窓口のみ営業。
  - 6月19日：福知山線復旧、脱線事故後55日ぶりに列車停車が再開[4]。
- 2007年（平成19年）3月13日：南口にエレベーター新設。
- 2011年（平成23年）3月8日：JR宝塚・JR東西・学研都市線運行管理システム導入。接近メロディ導入。
- 2014年（平成26年）4月1日：北口が朝夕を除き無人化。
- 2016年（平成28年）
  - 7月21日：みどりの窓口の営業終了。
  - 7月22日：みどりの券売機プラスの利用開始。
- 2018年（平成30年）3月17日：当駅に駅ナンバリング「JR-G53」が導入され、使用を開始。

## 駅構造

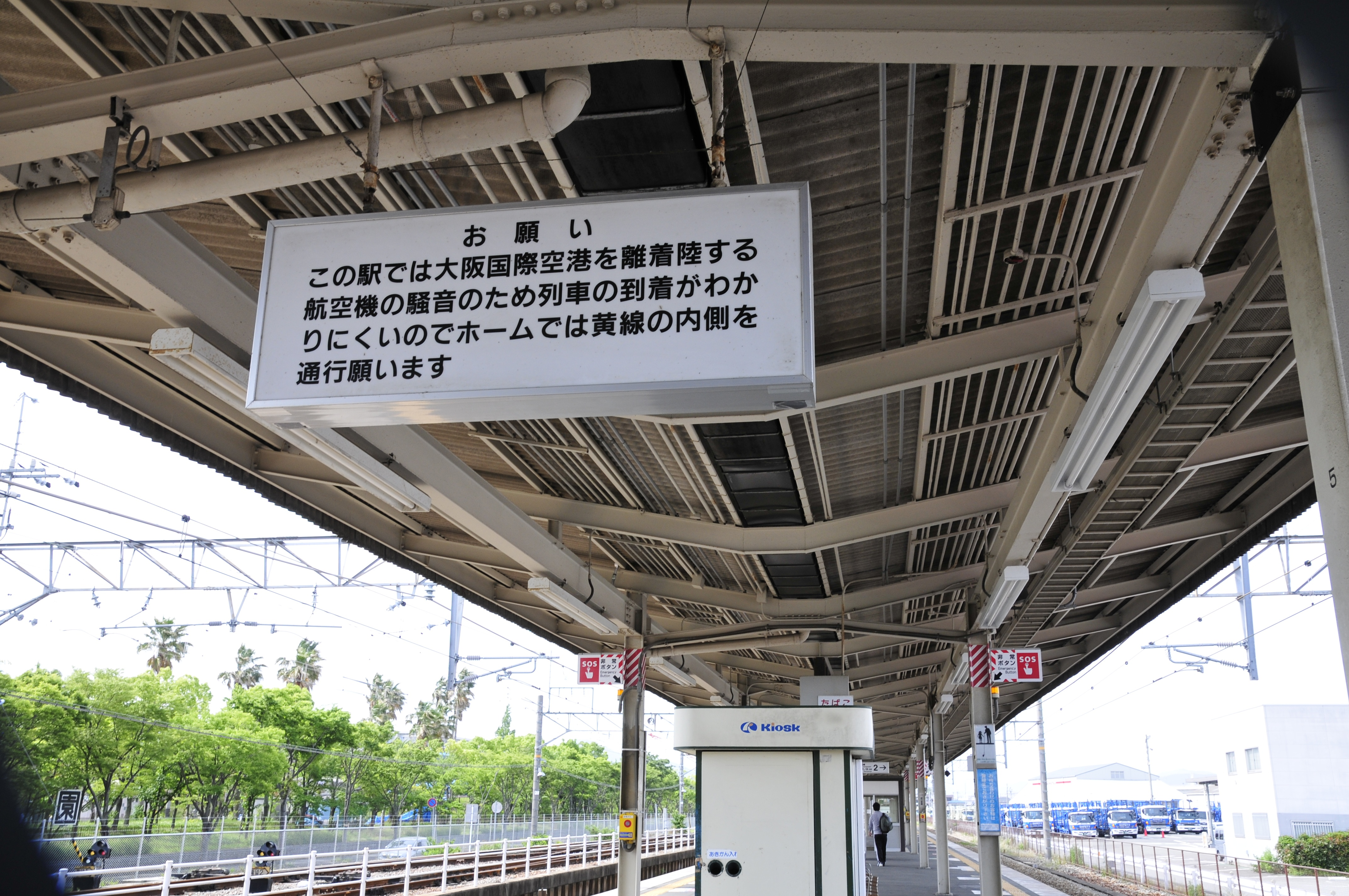
航空機の騒音により、列車の通過音が聞き取りにくい事を知らせる注意書き（日本語版）

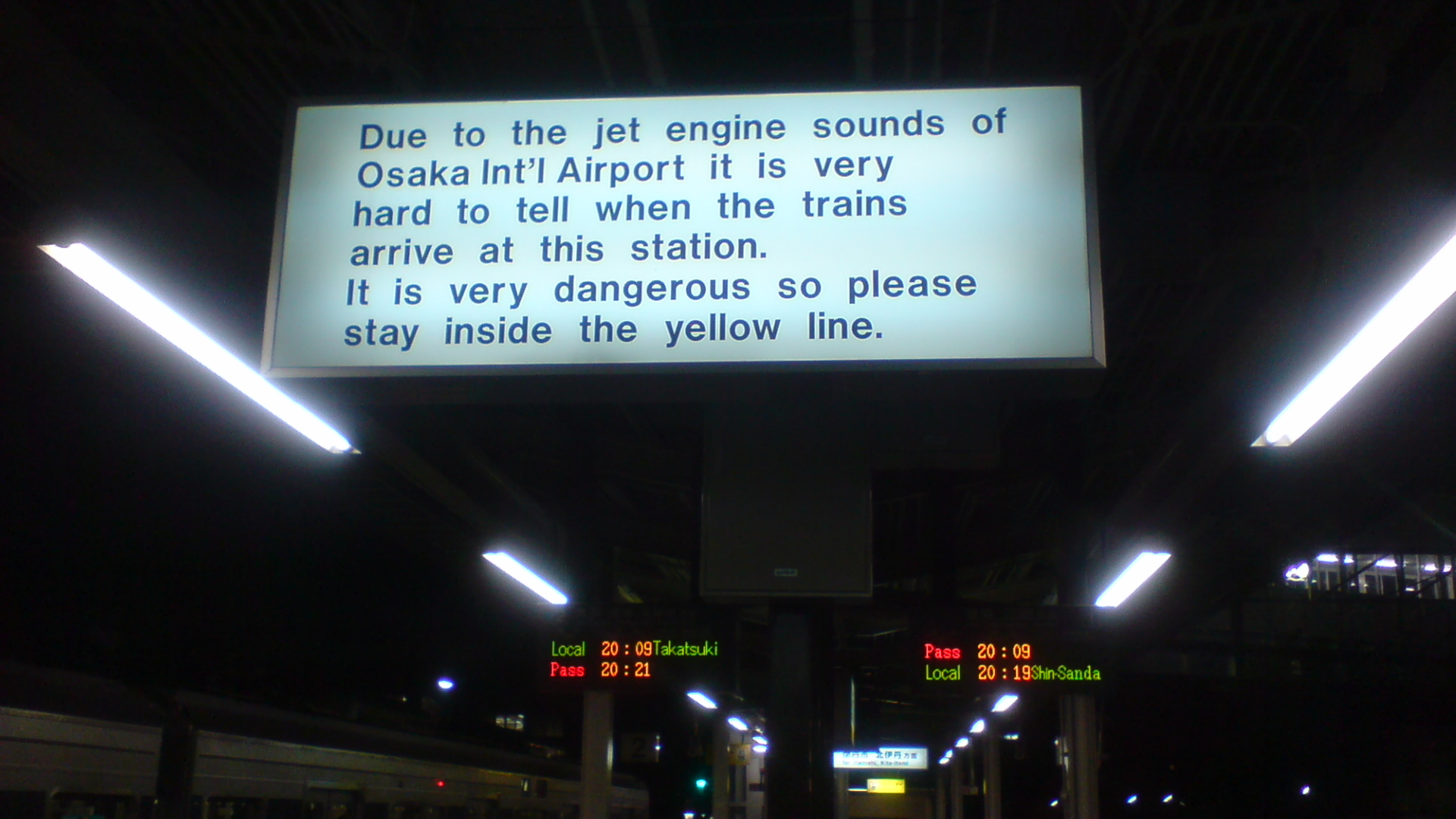
同内容の英語版（裏面）

10両編成対応の島式1面2線のホームを持つ地上駅。
改札口は南北両端に1ヶ所ずつある。南口の方が規模が大きく、みどりの券売機プラスやエレベーターが設置されているほか、駅前にはロータリーがある。北口は一部時間帯を除き無人となっている。
当駅の東に位置する大阪国際空港（伊丹空港）の離着陸ルートの真下に当たるため、ホームには列車の通過音が聞き取りにくい旨の注意喚起を記した看板が掲示されている（日本語と英語で片面ずつ記載）。
福知山線塚口 - 宝塚間複線電化に合わせてホームの西側に留置線が2本設置され、宝塚駅に到着した終電や新三田駅に到着した一部の快速列車はここまで戻って留置や夜間滞泊を行う。また、駅の東側一帯には宝塚駅や伊丹駅などで行われていた貨物の取り扱いを集約する形で貨物用のホームやヤードが設けられ、1979年7月より営業していたが、国鉄分割民営化の前年となる1986年11月に廃止されている。
ホームから離れた駅本屋近くには国鉄時代の駅名標が残されている（大阪市近郊のJR線では貴重な現存例である）。また、当駅を出てすぐ南の踏切には昔の線路の路盤の跡がある。

### のりば
| のりば | 路線     | 方向 | 行先                   |
| ------ | -------- | ---- | ---------------------- |
| 1      | JR宝塚線 | 下り | 宝塚・福知山方面       |
| 2      | JR宝塚線 | 上り | 尼崎・大阪・北新地方面 |

- 上表の路線名は旅客案内上の名称（愛称）で表記している。

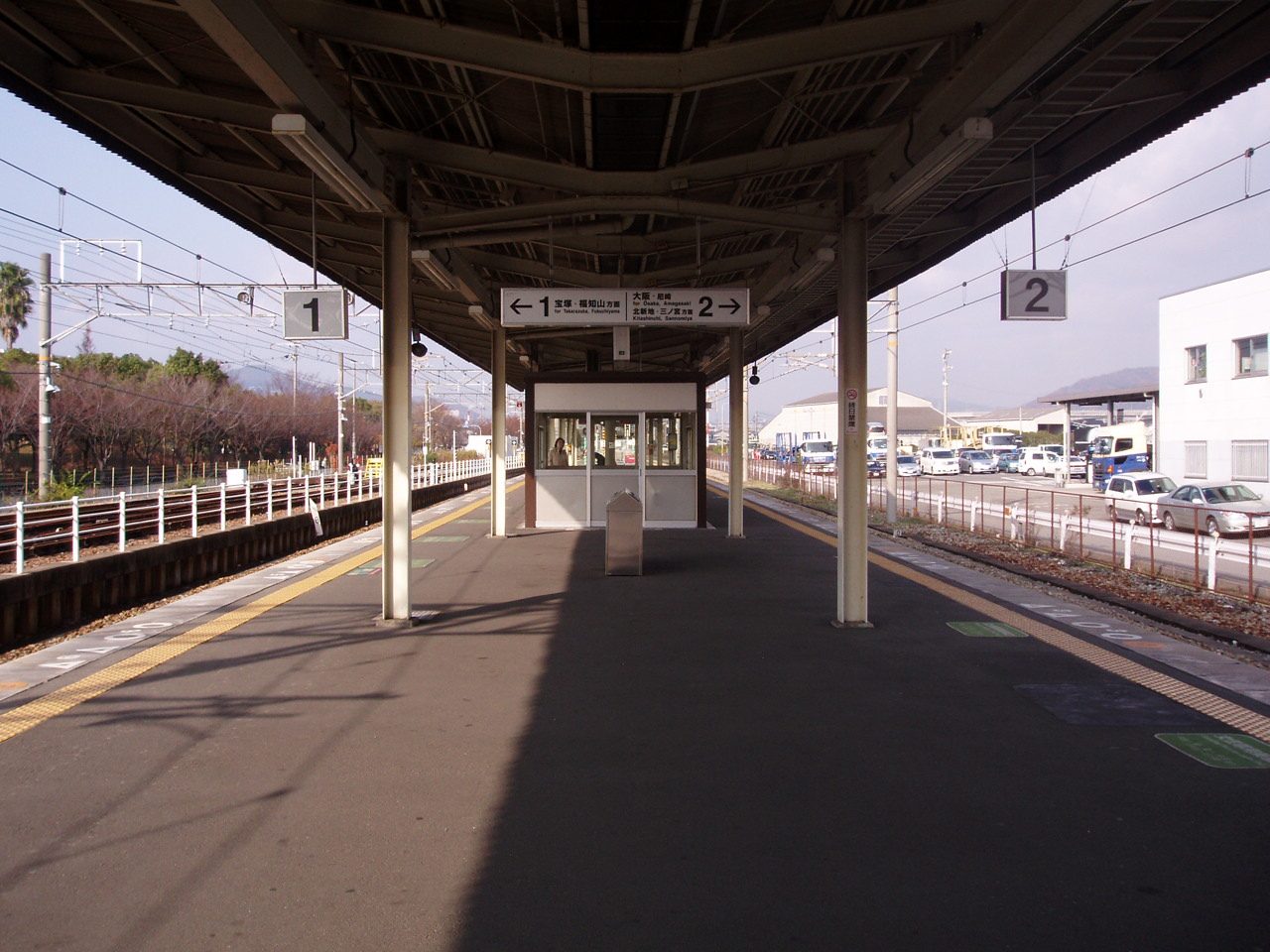
ホーム（2006年12月）
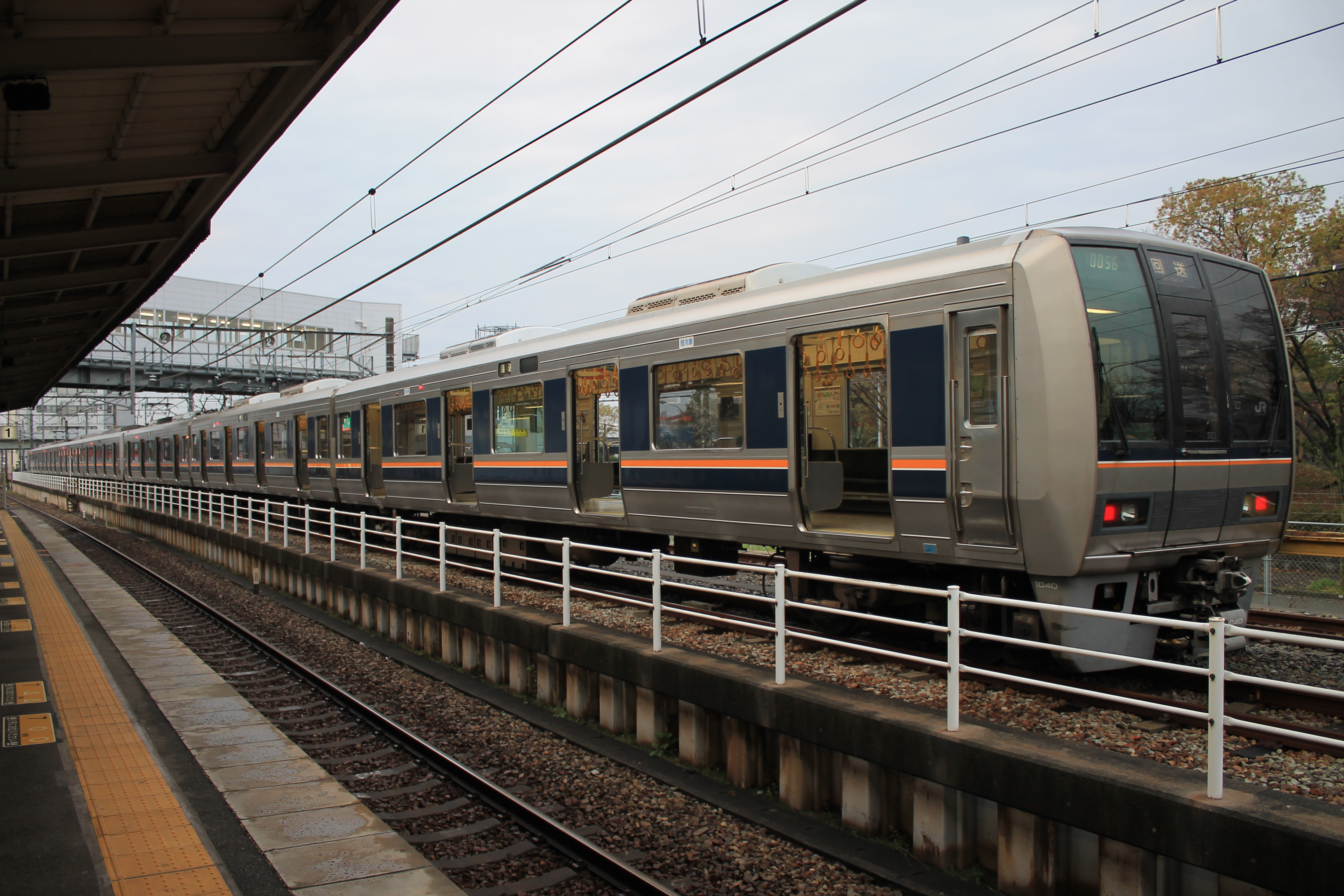
北伊丹駅で留置中の車両

## ダイヤ
普通列車のみが停車し、日中時間帯は1時間に4本が停車する。朝ラッシュ時の大阪方面は本数が多くなる。
かつては、「普通列車」であっても当駅を通過する列車があった。

## 利用状況
2021年（令和3年）度の1日平均乗車人員は4,752人である。
乗客は伊丹市・川西市民が中心であるが、少数ながら大阪府池田市の住民も利用している。
「兵庫県統計書」によると、近年の1日平均乗車人員は以下の通り。 
| 年度   | 1日平均 乗車人数 |
| ------ | ---------------- |
| 1995年 | 3,392            |
| 1996年 | 3,795            |
| 1997年 | 3,796            |
| 1998年 | 3,850            |
| 1999年 | 3,807            |
| 2000年 | 3,869            |
| 2001年 | 3,841            |
| 2002年 | 3,922            |
| 2003年 | 4,132            |
| 2004年 | 4,292            |
| 2005年 | 4,110            |
| 2006年 | 4,699            |
| 2007年 | 5,008            |
| 2008年 | 4,977            |
| 2009年 | 4,756            |
| 2010年 | 5,050            |
| 2011年 | 5,126            |
| 2012年 | 5,170            |
| 2013年 | 5,118            |
| 2014年 | 5,066            |
| 2015年 | 5,185            |
| 2016年 | 5,370            |
| 2017年 | 5,590            |
| 2018年 | 5,633            |
| 2019年 | 5,534            |
| 2020年 | 4,617            |
| 2021年 | 4,752            |

## 駅周辺
西側には県立西猪名公園があるほか、周囲は工場地帯である。南北に離れると住宅地も広がっている。
大阪国際空港（伊丹空港）の滑走路の北端に近い場所に位置するが、空港へ向かう路線バスは当駅周辺には発着しておらず、タクシーも駅前に常駐していないため、当駅からはターミナルビルなどの主要な空港施設へのアクセスには適さない（バス・タクシー共に、伊丹市の中心地に近い南隣の伊丹駅をアクセスの拠点としている）。
- 兵庫県立西猪名公園[1]
- 東久代運動公園
- 伊丹市立ローラースケート場
- エアフロントオアシス下河原
- 北伊丹郵便局
- エディオン
- ヤマダデンキ[11]
- コーナン
- ユニ・チャーム 伊丹工場（旧・ユニ・チャームペットケア）
- ニデックオーケーケー 本社
- ハウスウェルネスフーズ 本社
- 山崎産業 伊丹工場
- 松谷化学工業 本社
- ダイハツ工業 本社[1]、ヒューモビリティワールド
- 陸上自衛隊伊丹駐屯地・千僧駐屯地
- 国道171号
- 兵庫県道13号尼崎池田線（産業道路）
- 猪名川

## バス路線
伊丹市営バスの「JR北伊丹」バス停が当駅南側の国道171号の側道にある（駅前には乗り入れない）。西行きのバス停は踏切を挟んで東に離れた場所にある。
かつては阪急バスも伊丹市営バスと同じ場所にバス停を設けていたが、経由する路線（豊中西宮線）の廃止に伴い、2023年11月5日に廃止された。
- 伊丹市営バス
  - 83系統：JR伊丹（大鹿口・阪急伊丹 経由） / 下河原

また、西へ約600mの距離にある北村交差点（国道171号と県道13号尼崎池田線・産業道路の交点）付近には「北村」バス停があり、以下の路線が利用できる。
- 阪急バス
  - 56系統（尼崎線）：阪神尼崎 / 阪急川西能勢口駅（久代口 経由）
  - 60系統（桃源台線）：阪急伊丹（総監部前・伊丹坂 経由）
  - 61系統（桃源台線）：阪急川西能勢口駅（総監部前・加茂小学校前 経由）

60・61系統は北村バス停を始発・終着としており、61系統は阪急川西能勢口駅行きの片方向のみの運行である。
- 伊丹市営バス
  - 31系統：阪急伊丹（北ノ口・JR伊丹 経由） / 山本団地
  - 83系統：JR北伊丹バス停に同じ

## 隣の駅
西日本旅客鉄道（JR西日本）
 JR宝塚線（福知山線）
■丹波路快速・■快速・■区間快速
通過
■普通
伊丹駅 (JR-G52) - 北伊丹駅 (JR-G53) - 川西池田駅 (JR-G54)